# 29244 Ван Дамм
29244 Ван Дамм (29244 Van Damme) — астероїд головного поясу, відкритий 26 липня 1992 року.
Тіссеранів параметр щодо Юпітера — 3,358.